# Estatuto de los Trabajadores (España)
El Estatuto de los Trabajadores (ET) es una ley española aprobada inicialmente el 14 de marzo de 1980 bajo los auspicios del entonces ministro de Trabajo, Rafael Calvo Ortega y que, tras diferentes modificaciones, actualmente está regulado por el Real Decreto Legislativo 2/2015, de 23 de octubre, por el que se aprueba el texto refundido de la Ley del Estatuto de los Trabajadores.
El artículo 35 de la Constitución española de 1978, establece:

1. Todos los españoles tienen el deber de trabajar y el derecho al trabajo, a la libre elección de profesión u oficio, a la promoción a través del trabajo y a una remuneración suficiente para satisfacer sus necesidades y las de su familia, sin que en ningún caso pueda hacerse discriminación por razón de sexo.
2. La ley regulará un estatuto de los trabajadores.

Constitución de 1978 Art. 35

## A quiénes incluye
1. A los trabajadores por cuenta ajena, los trabajadores asalariados de todo tipo y sector de actividad.
2. Los trabajadores contratados bajo alguna relación laboral de carácter especial de las reguladas en España por el artículo 2 del Estatuto de los Trabajadores:
  - Personal y cargos de alta dirección que no sean consejeros.
  - Trabajadores al servicio del hogar familiar.
  - Los penados en las instituciones penitenciarias.
  - Los deportistas profesionales.
  - Los artistas en espectáculos públicos.
  - Los comisionistas o personas que por cuenta del empresario intervengan en operaciones mercantiles  sin asumir el riesgo y ventura de tales operaciones mercantiles.
  - Discapacitados en Centros Especiales de Empleo.
  - Estibadores portuarios. En España la relación laboral de los estibadores portuarios dejó de considerarse relación laboral de carácter especial tras la derogación del artículo 2.1.h) del Texto Refundido de la Ley del Estatuto de los Trabajadores por el Apartado C de la Disposición Derogatoria Única del Real Decreto-ley 8/2017, de 12 de mayo, por el que se modifica el régimen de los trabajadores para la prestación del servicio portuario de manipulación de mercancías dando cumplimiento a la Sentencia del Tribunal de Justicia de la Unión Europea  de  11  de  diciembre de 2014,  recaída  en  el  Asunto  C-576/13 publicado en el BOE núm. 114 de 13 -5-2015 p. 396641-3956
  - Especialistas en ciencias de la salud en formación en régimen de residencia.
3. También al trabajo por cuenta propia aunque solo en «aquellos aspectos que por precepto legal se disponga expresamente» (Disposición Adicional Primera del Estatuto de los Trabajadores) puesto que por regla general «el trabajo realizado por cuenta propia no estará sometido a la legislación laboral».

## Qué excluye
- A los funcionarios públicos o con régimen administrativo o estatutario
- Mero desempeño de cargo de consejero o miembro de los órganos de administración en sociedades.
- Los trabajos familiares, o a título de amistad o buena vecindad, así como las prestaciones personales obligatorias (cuidado de hijos o dependientes, etc.).
- Los trabajos u operaciones mercantiles (que asumen el riesgo de la operación).
- El trabajo por cuenta propia (salvo que por ley se aplique algún artículo en concreto).
- El artículo 1.3 g) contiene una excepción genérica, se excluye del ámbito laboral a todas aquellas relaciones en las que no se den las condiciones del artículo 1.1 ET.
- Inicialmente excluía al personal civil al servicio del Ministerio de Defensa, que posteriormente se incorpora con limitaciones en el derecho de reunión, huelga y el ejercicio de la actividad sindical en el interior de los recintos militares.
- Prestaciones personales obligatorias.

## Qué prohíbe
- El trabajo a los menores de dieciséis años, salvo su intervención en espectáculos públicos con autorización parental y escrita de la autoridad laboral.
- El trabajo nocturno y las horas extraordinarias a los menores de 18 años, asimismo no son elegibles como candidatos en las elecciones sindicales.

## Derechos laborales
- La libre elección de profesión u oficio, la libre sindicación, la negociación colectiva, las medidas de conflicto colectivo (España), la huelga, la reunión, descanso y la participación en la empresa. Derechos constitucionales.
- El derecho al descanso incluye, entre otras cosas, las vacaciones retribuidas anuales. Según reiterada jurisprudencia del Tribunal de Justicia de la Unión Europea, si un trabajador no ha podido disfrutar sus vacaciones por causas ajenas a su voluntad, tiene derecho a exigir una compensación económica por los días no disfrutados.[2]
- La promoción y formación profesional en el trabajo, incluida la dirigida a la adaptación del trabajador a las modificaciones operadas en el puesto de trabajo, sí como al desarrollo de planes y acciones formativas tendentes a favorecer su mayor empleabilidad (artículo 4.2.b) ET)

## Deberes laborales
Cumplir con las obligaciones concretas del puesto de trabajo, con buena fe y diligencia, observar las medidas de seguridad e higiene establecidas, cumplir las órdenes e instrucciones del empresario en el ejercicio regular de sus facultades directivas, no concurrir con la actividad de la empresa, contribuir a la mejora de la productividad, y los derechos concretos que deriven del contrato de trabajo.

## Trabajador
Se entiende por trabajador el humano que voluntariamente presta sus servicios de modo personal y directo en régimen de ajeneidad y dependencia a un empresario o empleador a cambio de una retribución (artículo 1.1 del Estatuto de los Trabajadores). Para ser trabajador hay que poseer personalidad jurídica y capacidad jurídica por lo que el Derecho laboral se remite a las reglas del Código Civil al efecto. Como hemos visto, el Estatuto de los Trabajadores excluye del ámbito laboral asalariado, es decir, como trabajadores, a los individuos menores de dieciséis años (artículo 6.1 ET), salvo autorizado excepcionalmente por la autoridad laboral para el ejercicio de espectáculos públicos (art. 6.4 ET).

## Historia

### Normativa laboral durante elfranquismo
Fuero del Trabajo (9 de marzo de 1938).
Ley de 16 de octubre de 1942, sobre Reglamentaciones de Trabajo.
Ley de Contrato de Trabajo, texto refundido aprobado por Decretos de 26 de enero y 31 de marzo de 1944.
Fuero de los Españoles (17 de julio de 1945), Capítulo III.
Ley Orgánica del Estado de 10 de enero de 1967, por el que se modifica el Fuero del Trabajo.
Ley 38/1973, de 19 de diciembre, de Convenios Colectivos Sindicales de Trabajo.
- -     - Esta es la primera norma de importancia que regula (es decir no prohíbe o exclusivamente limita) derechos colectivos de los trabajadores durante la dictadura de Franco. Toda esta normativa ha sido derogada por La Constitución española y el Estatuto de los Trabajadores.

### Normativa laboral preconstitucional
- El Decreto-Ley 5/1975, de 22 de mayo, sobre regulación de los conflictos colectivos de trabajo.
- El Decreto 1148/1975, de 30 de mayo, sobre regulación de la libertad de reunión en el ámbito sindical.
- La Ley 16/1976, de 8 de abril, de Relaciones Laborales.
- El Real Decreto-Ley 17/1977, de 4 de marzo, sobre relaciones de trabajo, Huelga, Conflicto colectivo y Convenios Colectivos. (Actualmente vigente).

### Modificaciones del Estatuto y legislación laboral
- Reforma laboral de 1984, donde se generalizaba la contratación temporal y se introducían mecanismos de flexibilidad en las condiciones de trabajo.
- Reforma de 1988, que pretendía imponer un Plan de Empleo Juvenil que generalizaba los llamados “contratos basura”.(1)
- Real Decreto del 92: se rebajaba la duración y la cuantía del seguro de desempleo.
- Reforma laboral del 94: se legalizaron las ETT’s (Empresas de Trabajo Temporal), el despido objetivo y los nuevos contratos basura.

#### Desde 1995
- Real Decreto Legislativo 1/1995, de 24 de marzo, por el que se aprueba el texto refundido de la Ley del Estatuto de los Trabajadores.
- Pacto de Toledo del 96 que garantizaba la revalorización de las pensiones y establecía la división de fuentes en la financiación de la seguridad social.
- Ley 63/1997, de 26 de diciembre, de medidas urgentes para la mejora del Mercado de Trabajo y el fomento de la Contratación Indefinida. Sindicatos-Patronal.
- Reforma del tiempo parcial de 1998.
- Aumento de la cotización de los contratos temporales. 1999
- Acuerdo de pensiones CC.OO.-patronal-gobierno del PP del 2001.
- Ley 12/2001, de 9 de julio, de medidas urgentes de reforma del mercado de trabajo para el incremento del empleo y la mejora de su calidad: se precarizaron más algunos contratos (a tiempo parcial, de formación, inserción...), se extendió el despido objetivo y se aprobaron nuevas rebajas de cotizaciones empresariales.
- Real Decreto Ley 5/2002, de 25 de mayo, de medidas urgentes para la reforma del sistema de protección por desempleo y mejora de la ocupabilidad: se dificulta el acceso a la prestación por desempleo (recortes en el acceso al subsidio agrario, supresión parcial de los salarios de tramitación). (2)
- Real Decreto Ley 5/2006, de 9 de junio, para la mejora del crecimiento y del empleo.
- Ley Orgánica 3/2007 para la igualdad definitiva de hombres y mujeres.
- Reforma Laboral 2010. Real Decreto-ley 10/2010, de 16 de junio, de medidas urgentes para la reforma del mercado de trabajo.
- Reforma Negociación Colectiva. Real Decreto-ley 7/2011, de 10 de junio, de medidas urgentes para la reforma de la negociación colectiva.
- Medidas urgentes para el empleo. Real Decreto-ley 10/2011, de 26 de agosto, de medidas urgentes para la promoción del empleo de los jóvenes, el fomento de la estabilidad en el empleo y el mantenimiento del programa de recualificación profesional de las personas que agoten su protección por desempleo.
- Reforma Laboral 2012. Real Decreto-ley 3/2012, de 10 de febrero, de medidas urgentes para la reforma del mercado laboral.
- Reforma Laboral 2012. Corrección errores. Corrección de errores del Real Decreto-ley 3/2012, de 10 de febrero, de medidas urgentes para la reforma del mercado laboral

## Diálogo o confrontación social

### (1)
La Huelga general del 14 de diciembre de 1988 marcó un hito porque consiguió derrotar los planes de reforma laboral del Gobierno de Felipe González, sobre el trabajo Juvenil y los tipos de contratos.
- Reforma 2001 CCOO
- Reforma 2001 UGT
- Acuerdo Pensiones 2001 CCOO
- Acuerdo Pensiones 2001 UGT
- Reforma 2002 CCOO
- Reforma 2002 UGT

### (2)
Respuesta sindical, Huelga general de 4 horas 20 de junio de 2002 convocada por los sindicatos UGT y CC.OO. CGT y CNT convocaron ese mismo día un paro de 24 horas.
- Acuerdo para la mejora del crecimiento y el empleo de (Junio de 2006) firmado por el Gobierno, sindicatos y patronal.